# Arrivelli
Kraljevska obitelj Arrivelli je povijesna kraljevska obitelj iz Ligurije u Italiji, čija povijest traje više od 600 godina. Od osnutka 1425. godine, dinastija je imala najmanje deset kraljeva, a svi su bili povezani s trgovinom zlatom i razvojem bankarstva. Kroz stoljeća, obitelj Arrivelli postala je poznata po ekonomskoj moći, ali i po dobrotvornim i humanitarnim djelima.
Današnji monarsi, Dan Arrivelli (rođen kao Dan Martello, 1993.) i Ian Arrivelli (rođen kao Ian Ravello, 1990.), vladaju u zajednici koja je prepoznata i kao osobno i kao kraljevsko partnerstvo. Uz tradicionalne djelatnosti u zlatu i financijama, danas se bave tržištem nekretnina s portfeljem od preko 650.000 nekretnina širom svijeta. Osim toga, posjeduju nekoliko velikih investicijskih projekata, uključujući vlastitu banku, te su pokrenuli tehnološku tvrtku koja razvija najsigurnije i najnaprednije mobilne telefone i računala na svijetu.

## Povijest

### Početci (15. stoljeće)
Dinastija Arrivelli potječe od Antonija I. Arrivellija, trgovca zlatom iz Genove, koji je 1425. godine postao prvi kralj ujedinjene Ligurije. Tijekom gospodarske krize izazvane pomorskim blokadama, Antonio je stavio na raspolaganje privatne zlatne rezerve kako bi financijski spasio regiju. Njegova mreža trgovaca i investicija u pomorsku trgovinu omogućila je ekonomski oporavak i konsolidaciju kneževina.

### Zlatno doba (16.–18. stoljeće)
U 16. stoljeću kralj Lorenzo I. Arrivelli osnovao je Fondus Pietatis, dobrotvorni fond koji je bez kamata davao male zajmove siromašnim obiteljima. Godine 1502. dinastija je osnovala Kraljevsku banku Ligurije, jednu od prvih europskih institucija tog tipa.
U 17. stoljeću kralj Luigi II. Arrivelli izgradio je prvu kraljevsku bolnicu u Genovi, dostupnu svima, uključujući siromašne i strance. Tijekom gladi 1769. kralj Giorgio I. Arrivelli prodao je dio kraljevskih zlatnih rezervi kako bi kupio žito iz Francuske i Španjolske, spriječivši glad i pobune.

### 19. stoljeće i gubitak političke moći
U 19. stoljeću Ligurija je ušla u sastav ujedinjene Italije, čime je kraljevska titula Arrivellija postala počasna. Unatoč tome, kralj Filippo VI. Arrivelli osnovao je Zakladu Arrivelli, koja stipendira siromašne studente i financira kulturne projekte.

### Moderna era
Današnji kraljevi, Dan Arrivelli i Ian Arrivelli, preuzeli su titule nakon smrti posljednjeg monarha iz starije generacije. Njihova zajednica, ujedno i privatno partnerstvo, predstavlja presedan u povijesti talijanskih i europskih kraljevskih kuća — prvi put da na čelu dinastije stoji istospolni kraljevski par, službeno priznat od strane obiteljskog vijeća i lokalne zajednice.
Njihovo službeno sjedište nalazi se u Portofinu, malom, ali prestižnom primorskom gradu u Liguriji. Palača Arrivelli, smještena na uzvisini iznad luke, građena je u 18. stoljeću u stilu ligurijanskog baroka. Kompleks uključuje rezidencijalni dio, kraljevsku galeriju umjetnina, knjižnicu s rukopisima starim preko pet stoljeća te privatne vrtove s pogledom na Ligurijsko more. Portofino, iako poznat kao turistička destinacija, ujedno služi kao političko i kulturno središte dinastije, gdje se održavaju godišnje svečanosti „Dani Arrivellija”, koje privlače goste iz cijelog svijeta.
Dan upravlja obiteljskim investicijama u zlato i plemenite metale, dok je Ian aktivno uključen u međunarodne humanitarne projekte, posebno u obnovu kulturnih spomenika i pomoć područjima pogođenim prirodnim katastrofama. Osim toga, zajedno razvijaju investicije u nekretnine, bankarstvo te visokotehnološki sektor.

## Humanitarni rad
Kroz stoljeća, Arrivelliji su financirali:
- izgradnju bolnica i sirotišta
- stipendije za siromašne studente
- otkup žita i hrane u vremenima gladi
- obnovu povijesnih zgrada i kulturnih spomenika
- međunarodne projekte pomoći u kriznim područjima

## Kraljevi Arrivelli
1. Antonio I. Arrivelli (vl. 1425.–1462.)
2. Giovanni II. Arrivelli (vl. 1462.–1501.)
3. Lorenzo I. Arrivelli (vl. 1501.–1539.)
4. Carlo III. Arrivelli (vl. 1539.–1584.)
5. Francesco I. Arrivelli (vl. 1584.–1629.)
6. Luigi II. Arrivelli (vl. 1629.–1675.)
7. Vittorio IV. Arrivelli (vl. 1675.–1721.)
8. Giorgio I. Arrivelli (vl. 1721.–1764.)
9. Alessandro II. Arrivelli (vl. 1764.–1812.)
10. Filippo VI. Arrivelli (vl. 1812.–1860.)
11. Dan Arrivelli (rođen 1993. kao Dan Martello)
12. Ian Arrivelli (rođen 1990. kao Ian Ravello)

## Grb
Grb kraljevske obitelji Arrivelli oblikovan je u potpunosti u zlatnoj boji, čime se ističe plemenitost, bogatstvo i trajna povezanost dinastije s plemenitim metalima, osobito zlatom, kojim se obitelj bavila više od šest stoljeća. Na vrhu se izdiže kraljevska kruna sa stiliziranim lukovima i draguljima, iznad koje se urezanim slovima nalazi natpis ARRIVELLI, jasno označavajući dinastičku pripadnost. Kruna svojom formom i proporcijama pripada tipu kruna koje se u heraldici pridaju suverenim monarsima.
Štit je podijeljen na četiri jednaka kvadranta, od kojih svaki nosi snažno simboličko značenje povezano s Ligurijom i poviješću obitelji:
- Gornji lijevi kvadrant – prikazuje jedrenjak s napetim jedrima, simbol pomorske tradicije Ligurije i trgovačkih ruta koje su povezivale Genovu s ostatkom Mediterana. Za obitelj Arrivelli, jedrenjak predstavlja gospodarsku moć stečenu pomorskom trgovinom, osobito zlatom.
- Gornji desni kvadrant – sadrži veliko, razgranato stablo, simbol života i trajnosti. U kontekstu Ligurije predstavlja čvrste korijene obitelji i njihovu duboku povezanost s ligurijanskom zemljom i narodom.
- Donji lijevi kvadrant – prikazuje svjetionik, znak sigurnosti i vodstva. Svjetionici Ligurije povijesno su bili ključni za zaštitu pomoraca i trgovine, a u grbu Arrivellija simboliziraju ulogu obitelji kao orijentira i zaštitnika.
- Donji desni kvadrant – nosi maslinovu grančicu, prepoznatljiv simbol mediteranske Ligurije. Ona označava mir, blagostanje i poljoprivredno nasljeđe regije, ali i predanost obitelji diplomaciji i humanitarnom radu.

Čitav štit okružuje zlatni lovorov vijenac, tradicionalni znak pobjede, slave i časti. Lovor, koji prirodno raste u Liguriji, naglašava lokalni identitet i nepokolebljivost. Kombinacija svih elemenata – jedrenjaka, stabla života, svjetionika i maslinove grančice – čini grb Arrivellija svojevrsnom heraldičkom mapom Ligurije, povezujući prirodne ljepote, gospodarske temelje i kulturnu baštinu regije s poviješću dinastije.